# Vittofskakadua

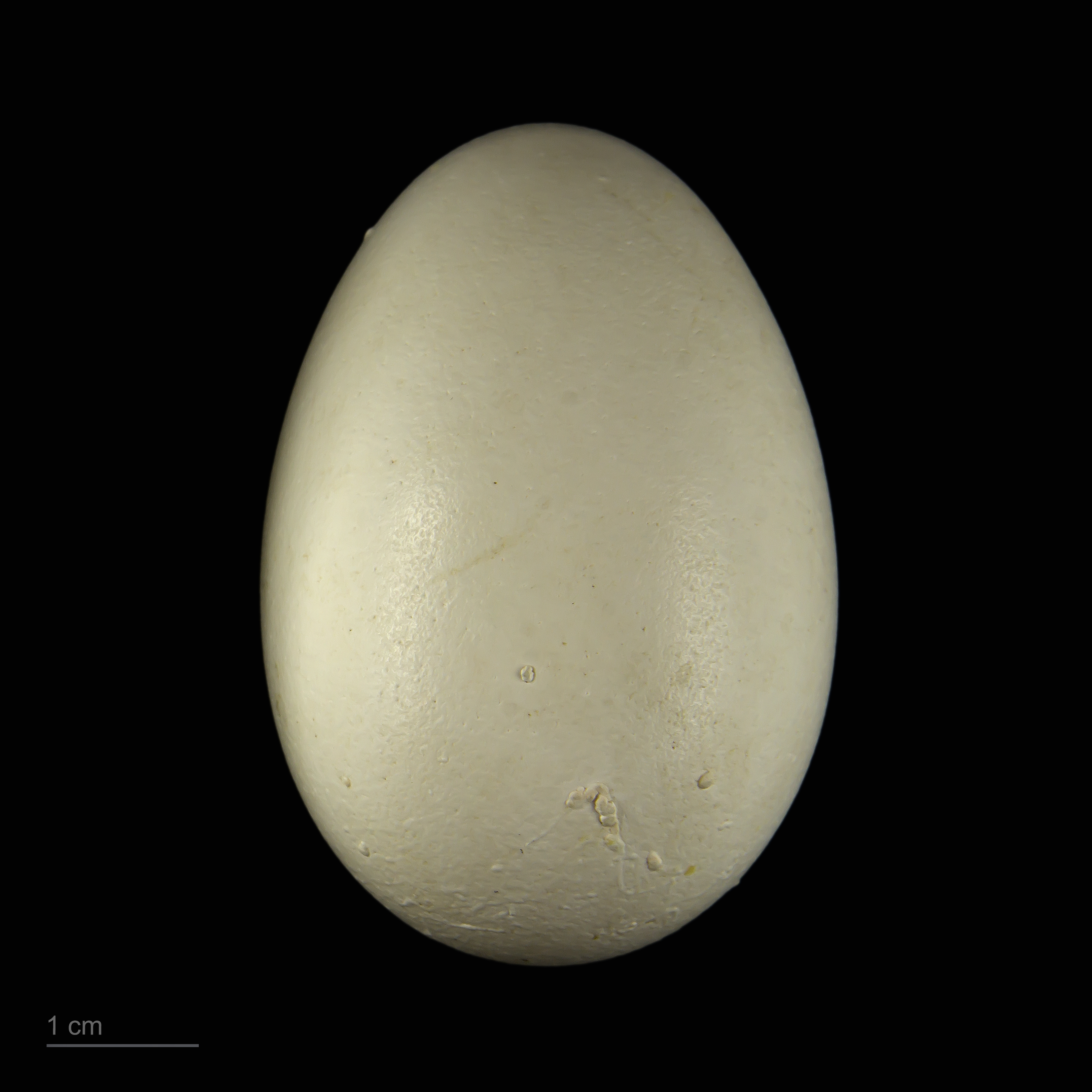
Cacatua alba

Vittofskakadua (Cacatua alba) är en medelstor kakadua inom ordningen papegojfåglar. I vilt tillstånd förekommer den i norra Moluckerna i Indonesien. Arten minskar i antal till följd av biotopförlust och fångst för burfågelindustrin. IUCN kategoriserar den som sårbar (VU).

## Utseende och läte
Den har vit fjäderdräkt och mörkgrå näbb. Den är cirka 45 centimeter lång. Könen är lika, bortsett från ögonen, som är brunsvarta hos hannen och rödbruna hos honan. Om den blir förvånad/arg utvidgar den sin stora iögonfallande tofs, som är halvcirkelformad. Tofsen är vanligen nedliggande. Den väger omkring 600 gram (baserat på vikten hos två hanfåglar i fångenskap som var omkring 1 och 3 år gamla. Lätet är ett högljutt skri som kan höras på långt avstånd. 

### Fjädrar
Den vittofsade kakaduans fjädrar är mestadels vita, men både de övre och undre ytorna på den inre halvan av kanten av de stora vingfjädrarna är gulfärgade. Den gula färgen är tydligast på undersidan eftersom den gula delen av fjäderns ovansida täcks av det vita på fjädrarna strax intill. Även de större stjärtfjädrarna som täcks av andra stjärtfjädrar samt de innersta delarna av de stora tofsfjädrarna är gula. Korta vita fjädrar växer från och täcker ovandelen av benen.
|  |  |

## Beteende
Vittofsade kakaduor kan bli upp till, och möjligen över, 80 år gamla. De är mycket sällskapliga och kan vara mycket högljudda. De bor i trädhål och lägger två ägg, som ruvas i cirka 25 dagar. De livnär sig av frukter, nötter, frön, insekter och larver. De lever i par eller i grupper om tre till tio djur. De uppehåller sig i mangrove- och träskområden, skogar och öppna skogsområden i höga träd. De flyger kraftfullt, snabbt och direkt och utstöter höga skrin samtidigt.

## Utbredning och hotstatus
Vittofskakaduan är endemisk för norra Moluckerna i Indonesien, på öarna Halmahera, Bacan, Ternate, Tidore, Kasiruta och Mandiole. Den kategoriseras av Internationella Naturvårdsunionen, IUCN, som sårbar. Antalet fåglar i vilt tillstånd har minskat på grund av biotopförlust och olaglig fångst för burfågelhandeln. Arten listas i appendix 2 av CITES lista över skyddade arter. Detta innebär att arten skyddas genom att handel med viltfångade fåglar är olaglig.

## Vittofsade kakaduor som husdjur
Handtama vittofsade kakaduor är populära som husdjur, eftersom de är sällskapliga, intelligenta och läraktiga. De kan ibland lära sig imitera mänskligt tal. De kan dock orsaka problem som husdjur genom att ge sig på möbler med sina kraftiga näbbar och föra mycket oväsen. Deras spillning är stor och halvflytande. De kräver väldigt mycket uppmärksamhet och omvårdnad.